# Renault Clio Rally4
La Renault Clio Rally4 è una variante da competizione della Renault Clio V omologata per la categoria Rally4, prodotta dal 2019 e sviluppata dal reparto corse della casa automobilistica francese Renault per competere nei campionati nazionali ed europeo di rally.
Presentata nel 2019, la vettura ha esordito al Rally d'Ungheria 2020.
La prima vittoria è arrivata l'anno seguente al Rally Liepāja.

## Vittorie nei rally

### ERC3
| N° | Anno | Evento                   | Pilota                   | Copilota         |
| -- | ---- | ------------------------ | ------------------------ | ---------------- |
| 1  | 2021 | Rally Liepāja 2021       | Jean-Baptiste Franceschi | Anthony Gorguilo |
| 2  | 2021 | 55° Azores Rallye        | Jean-Baptiste Franceschi | Anthony Gorguilo |
| 3  | 2021 | 45° Rally Islas Canarias | Anthony Fotia            | Arnaud Dunand    |

### ERC4
| N° | Anno | Evento                               | Pilota        | Copilota         |
| -- | ---- | ------------------------------------ | ------------- | ---------------- |
| 1  | 2022 | 56° Azores Rallye                    | Anthony Fotia | Arnaud Dunand    |
| 2  | 2023 | 79° ORLEN Rajd Polski - Rally Poland | Ola Nore Jr.  | Rune Eilertsen   |
| 3  | 2023 | Tet Rally Liepāja 2023               | Ola Nore Jr.  | Torstein Eriksen |